# Morris Minor
Morris Minor — британський автомобіль, який дебютував на автосалоні Ерлз Корт у Лондоні 20 вересня 1948 року. Створений під керівництвом Алека Іссігоніса, з 1948 по 1971 рік було виготовлено понад 1,6 мільйона в трьох серіях: ММ (1948-1953), Серія II (1952-1956) та Серія 1000 (1956-1971).

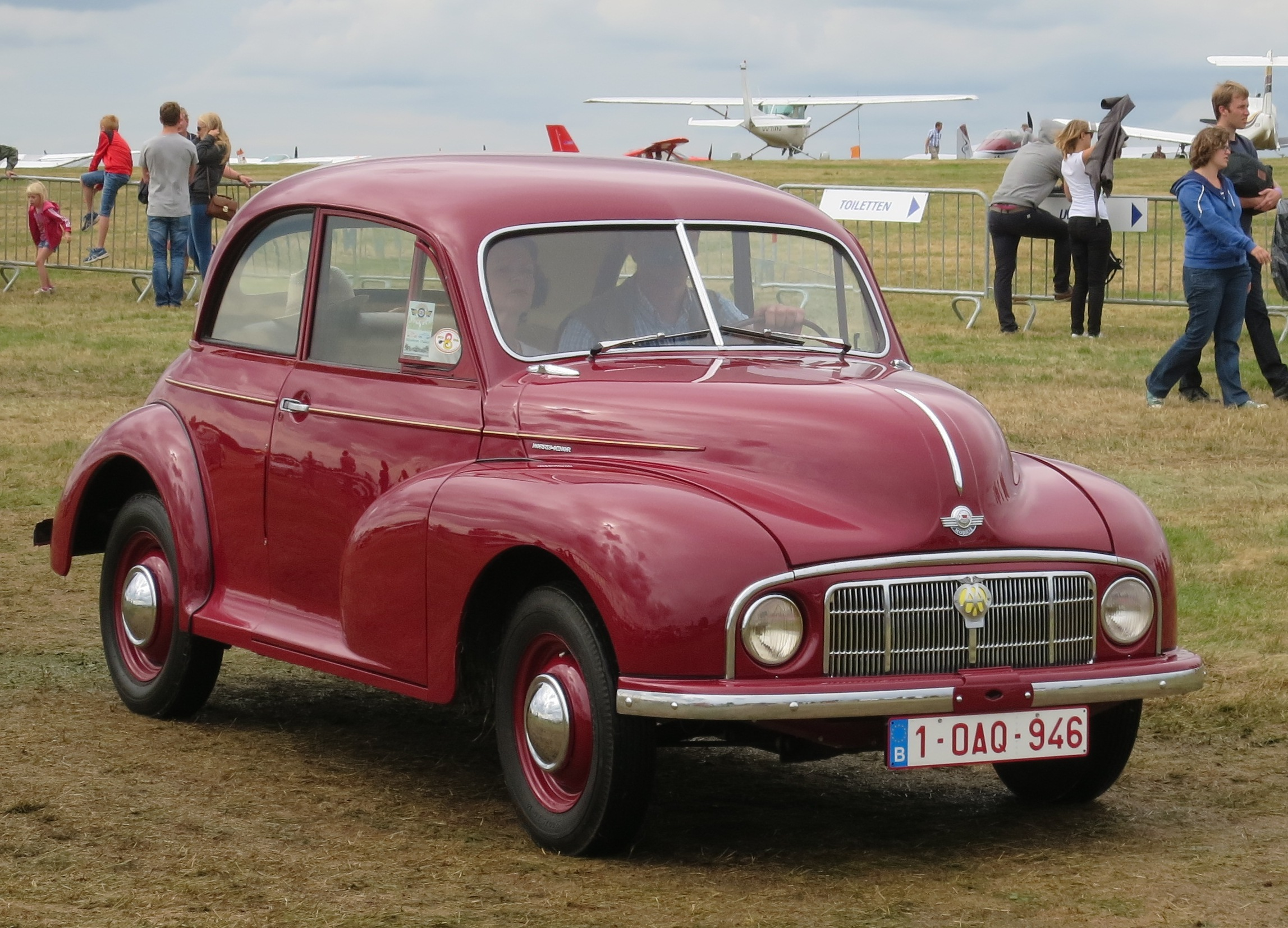
Morris Minor MM

Спочатку випускався у вигляді дверного седана та туристичного автомобіля (кабріолет), лінійка була розширена, включаючи чотиридверний седан у 1950 році, універсал з дерев'яними каркасами (Traveler) з жовтня 1953 року та варіанти панельних фургонів та пікапів з травня 1953 року. Це був перший британський автомобіль, який продався тиражем понад мільйон одиниць і вважається класичним прикладом автомобільного дизайну, а також типовою "англійською мовою".